# Říše Ťin (265–420)
Říše Ťin byl čínský stát existující v letech 265–420. Založil ho S’-ma Jen, vysoce postavený hodnostář Říše Wej, který ovládl wejský dvůr, svrhl wejského císaře a sám nastoupil na trůn jako císař říše Ťin. O patnáct let později – roku 280 – dobyl říši Východní Wu v jižní polovině Číny, čímž skončilo období tří říší a Čína byla po desetiletích rozdělení nakrátko sjednocena.
Po smrti prvního císaře roku 290 spory uvnitř vládnoucí dynastie vyústily v sérii vnitřních bojů, takzvaných nepokojů osmi knížat. Oslabení státu využili kočovníci z mongolských stepí na severu k dobytí severní Číny. Emigranti ze severní Číny a mocné rodiny bývalého Východního Wu roku 317 obnovily ťinskou moc na jihu s centrem v Ťien-kchangu (dnešním Nankingu). Období, kdy dvůr sídlil v Ťien-kchangu, se nazývá Východní Ťin (období 265–316 pak Západní Ťin).
Po odchodu na jih ztratil císařský rod hodně ze své moci na úkor vlivných dvorských rodů. Nakonec jeden z nich, rod Liou, získal veškerou moc a roku 420 Liou Jü nastoupil na trůn jako první císař nového státu Sung (pro odlišení od říše Sung existující v letech 960–1279 označované jako Liou Sung).

## Historie

### Vznik říše Ťin a vláda Wu-tiho
Rod S’-ma patřil ke vznešeným rodům císařství Wej, S’-ma I se propracoval mezi čtyři ministry, kterým císař Wen-ti roku 227 svěřil vládu ve jménu svého nezletilého syna Ming-tiho (vládl 227–240). S’-ma I získal rozhodující moc a vysoké funkce zaujalo i jeho sedm bratrů a dva synové. Ming-tiho nástupce byl nezletilý, vládl za něj císařův příbuzný Cchao Šuang, který se pokusil odstavit rod S’-ma. S’-ma i se stáhl, ale roku 249 v převratu Kaopchingské mohyly Cchao Šuanga zatkl, nechal popravit a chopil se moci. Pak se již císařové z rodu Cchao nevymanili z postavení loutek S’-ma Iho, resp. po jeho smrti roku 251 jeho synů S’-ma Š’ho († 255) a S’-ma Čaoa († 265). S’-ma Čao dobyl říši Šu (roku 263) a v rámci přípravy na převzetí trůnu se prohlásil králem z Ťin (roku 264), roku 265 však zemřel. Postavení S’-ma Čaoa, včetně titulu krále z Ťin, zdědil jeho syn S’-ma Jen, který sesadil wejského císaře a sám se prohlásil císařem (znám je pod svým posmrtným jménem Wu-ti, vládl v letech 265–290).
Wu-ti roku 279 zaútočil na říši Wu a roku 280 ji dobyl a sjednotil tak Čínu.

### Nepokoje osmi knížat
Wu-tiho syn a nástupce Chuej-ti byl nesvéprávný, vládl za něj zprvu jeho prastrýc Jang Ťün. Už roku 291 ambiciózní Chuej-tiho manželka císařovna Ťia a její otec Ťia Čchung zorganizovali převrat a zabití Jang Ťüna. Poté se moci chopil Wu-tiho strýc S’-ma Liang, kníže ze Žu-nanu, s ministrem Wej Kuanem. Po čtvrt roce císařovna Ťia přikázala knížeti z Čchu S’-ma Wejovi (mladšímu bratru císaře) zatknout S’-ma Lianga a Wej Kuana a popravit je, po vykonání rozkazu ho obvinila z jeho zfalšování a vraždy a nechala popravit. Pak se chopila vlády.
Roku 299 zatkla následníka trůnu, jediného syna císaře, i jeho matku, a oba nechala zabít. To vyvolalo povstání S’-ma Luna, knížete z Čao, nejmladšího syna S’-ma Iho. S’-ma Lun nechal zabít císařovnu a její spojence, ovládl dvůr a roku 301 se sám prohlásil císařem.
Proti tomu se postavili velitelé vojenských oblastí čou knížata S’-ma Ťiung z Čchi, S’-ma Jing z Čcheng-tu a S’-ma Jung z Che-ťienu a také kníže S’-ma I z Čchang-ša (Jung a I byli mladší bratři císaře Chuej-tiho). Zmíněná knížata vytáhla s vojsky, porazila S’-ma Lunovy armády v poli, načež generál Wang Jü v hlavním městě povstal proti S’-ma Lunovi a donutil ho spáchat sebevraždu. Poté v čele vlády stanul kníže z Čchi S’-ma Ťiung. Rozešel se však se S’-ma Jingem (velitelem posádky v Jie-čchengu) a S’-ma Im (velitelem gard v metropoli), kteří s podporu S’-ma Junga (velitel oblasti Kuan-tung se sídlem v Čchang-anu) koncem roku 302 povstali. S’-ma I v čele císařské gardy v třídenních bojích v hlavním městě Luo-jangu porazil a zabil S’-ma Ťiunga. Pak se o moc dělili S’-ma I (kontrolující dvůr v Luo-jangu) a S’-ma Jing zůstávající v Jie-čchengu. Uspořádání dlouho nevydrželo, v osmém měsíci roku 303 S’-ma Jung a S’-ma Jing vytáhli proti S’-ma Imu a v prvním měsíci roku 304 v Luo-jangu proti S’-ma Imu povstal kníže z Tung-chaj S’-ma Jüe.
Po odstranění S’-ma Iho vládl S’-ma Jing z pozice korunního prince, přičemž sídlil v Jie-čchengu. S’-ma Jüe však proti němu povstal v hlavním městě, ovládl císaře a dvůr a vytáhl proti Jingovi. Utrpěl však porážku a prchl na východ do Tung-chaje (v Šan-tungu). Zatím Luo-jang ovládl S’-ma Jung, který přemohl i S’-ma Jinga a jmenoval novým následníkem patnáctého syna Wu-tiho S’-ma Čch’ho, dosud knížete z Jü-čchangu. Zatím S’-ma Jüe postavil armádu a v létě 305 vytáhl proti Jungovi. Rok se bojovalo, až v šestém měsíci roku 306 Jüe obsadil Luo-jang, zabil Junga a (patrně) otrávil císaře, aby na trůn dosadil S’-ma Čch’ho (posmrtné jméno Chuaj-ti).

### Zánik Západní Ťin
Nečínské kmeny, Siungnuové, Sienpejové, Tiové, Ťieové a Čchiangové, které se v předešlém století stěhovaly do severní Číny, využily oslabení státu Ťin vnitřními spory, a od počátku 4. století se přestaly podřizovat ťinským úřadům a začaly si budovat vlastní státy. Roku 310 dokonce Siungnuové oblehli Luo-jang. S’-ma Jüe ho těsně předtím opustil, ale třetího měsíce roku 311 zemřel, načež byl jeho doprovod zmasakrován vojskem ťieského vojevůdce Š’ Lea. V šestém měsíci roku 311 Luo-jang dobyl Liou Cchung, vládce siungnuského státu Chan. Císař Chuaj-ti přitom padl do zajetí a roku 313 byl zabit. V Kuan-čungu (region kolem Čchang-anu) byl následníkem a roku 313 císařem vyhlášen Min-ti (vládl 313–316), synovec Chuaj-tiho. Roku 316 Siung-nuové dobyli i Čchang-an, Min-tiho zajali a roku 317 zabili. Severní Čínu poté ovládalo zmíněných pět soupeřících kmenů, které zde postupně ustavily Šestnáct států.

### Východní Ťin
Na jihu v Ťien-jie (později přejmenovaném na Ťien-kchang, moderní Nanking) se prohlásil králem z Ťin a roku 317 císařem S’-ma Žuej, kníže z Lang-jie, (posmrtným jménem císař Jüan-ti), dosud vojenský správce většiny jihu. Jüan-ti se opíral zejména o rod Wangů z Lang-jie (konkrétně Wang Taoa a Wang Tuna), mimořádně vlivné rodiny patřící k utečencům ze severu usazeným vesměs v Če-ťiangu a severním Fu-ťienu (zatímco staré wuské rody sídlily kolem Nankingu a v Ťiang-si). Prostřednictvím Wangů Jüan-ti vtáhl do vlády i představitele jižní wuské aristokracie.
Centrem státu Východní Ťin byla oblast Jang-čou kolem metropole Ťien-kchangu, významná byla i oblast Ťing-čou (střední tok Jang-c’, zhruba Chu-nan a Chu-pej) důležitá dovozem komodit pro metropoli po Jang-c’, zejména obilí. Správce Ťing-čou Wang Tun roku 322 povstal ve Wu-čchangu, dobyl hlavní město říše a ovládl vládu, načež císař Jüan-ti zemřel a na trůn nastoupil císař Ming-ti (vládl 323–325). Ming-ti se postavil proti Wang Tunovi, během války však oba – císař i Wang Tun – zemřeli. Poté nastoupil nový panovník Čcheng-ti (326–342), ale rod Wangů si udržel vliv. Za Čcheng-tiho rozhodující vliv u dvora měli císařovi příbuzní ze strany jeho matky – rod Jü v čele s císařovým strýcem Jü Liangem, který se do roku 339 dělil o moc s Wang Taoem. Převaha Jüů trvala do roku 945. Poté měl největší vliv ve vládě S’-ma Jü, kníže z Kchuaj-ti (později císař Ťien-wen-ti).
Ťing-čou zatím spravoval Chuan Wen, zeť císaře Ming-tiho, který roku 346 dobyl stát Čcheng-Chan v Šu (S’-čchuanu) a plánoval tažení na sever, kde tamní státy slábly v převratech a vzájemných bojích. Vláda však poslala na sever jiné generály, kteří neuspěli. Chuan Wen dostal příležitost až roku 354, kdy dorazil až k Čchang-anu, stáhl se však zpět kvůli nedostatku zásob. V dalším tažení roku 356 dobyl Luo-jang, který však Ťinové udrželi jen do roku 365. Chuan Wen soustředil ve svých rukou veškerou vojenskou moc státu a roku 369 vytáhl na sever opět, avšak i poté ťinské armády území dobytá severně od řeky Chuaj záhy ztratily. Poté se Chuan Wen soustředil na dvorskou politiku. Roku 371 namísto císaře Fej-tiho (vládl 365–371) dosadil Ťien-wen-tiho (vládl 371–373) a po Ťien-wen-tiho úmrtí jeho syna Siao-wu-tiho (vládl 373–397). Chuan Wen plánoval odstranění rodu S’-ma a vlastní nástup na trůn, avšak zemřel. Poté si kontrolu nad armádou rozdělili dva jeho bratři a syn, zatímco dvůr ovládl Sie An. Sie An, ve snaze o posílení postavení centrální vlády vůči velitelům regionálních vojsk, pověřil svého bratra Sie Süana vybudováním nové armády, tzv. Armády severního úřadu (Pej-fu ping) sestavené z uprchlíků ze severu a usazené v Ťing-kchou (dnes Čen-ťiang) a Kuang-lingu (dnes Jang-čou). Armáda severního úřadu měla tvořit třetí sílu vedle vojsk oblastí Jang-čou a Ťing-čou.
Na severu zatím stát Čchien Čchin sjednotil severní Čínu a roku 383 jeho král Fu Ťien vytáhl v čele velké armády proti Ťinům. Ťinská vláda proti útočníkům vyslala armádu (její jádro sestavila z jednotek Armády severního úřadu) pod velením Sie Süana, která se střetla s nepřítelem v bitvě u řeky Fej (přítok Chuaj-che) a rozdrtila ho. Rod Sie byl pak na vrcholu moci, nicméně Sie An se snažil tlumit napětí ve vztahu k rodu Chuan i k císařským princům.
Po smrti Sie Ana (385) jeho postavení u dvora zaujal císařův bratr kníže S’-ma Tao-c’ soupeřící o vliv se samotným panovníkem. Po nástupu císaře An-tiho (vládl 397–419) proti S’-ma Tao-c’mu povstal Wang Kung, příbuzný Siao-wu-tiho císařovny roku 397 a 398 s podporou Jin Čung-kchana a Chuan Süana. Poslední přešel na Tao-c’ho stranu a povstalci byli potlačeni. S’-ma Tao-c’ však ztrácel moc a nakonec byl donucen k abdikaci svým synem S’-ma Jüan-sienem. ten však ve snaze o vytvoření vlastní armády z propuštěných otroků vyprovokoval jejich povstání, tzv. povstání pěti měřic rýže v Če-tungu roku 399. Bojů v Če-tungu využil roku 402 Chuan Süan, který z Ťing-čou zaútočil na hlavní město, popravil S’-ma Tao-c’ho i S’-ma Jüan-siena a prohlásil se císařem říše Čchu (koncem roku 403). Následující rok proti němu povstali velitelé Armády severního úřadu Liou Jü a Liou I a znovunastolili An-tiho.
Vládu pak kontroloval Liou Jü, který roku 409/410 zničil stát Jižní Jen na severu. Mezitím povstalci ustoupili z Če-tungu do Kuang-čou (404) a roku 410 neúspěšně zaútočili na Ťien-kchang, ale roku 411 byli poraženi. Poté Liou Jü upevňoval svou moc. Roku 416 vytáhl na sever a roku 417 zničil tamní stát Chou Čchin a obsadil Čchang-an, neudržel jej však. Pak se soustředil na vnitřní politiku, nechal si udělit titul krále ze Sung a roku 419 dosadil nového císaře Kung-tiho. Následující rok ho sesadil a sám se prohlásil císařem říše Sung.